# Pteropoda
A Pteropodák vagy tengeri pillangók a puhatestűek (Mollusca) törzsén belül a csigák (Gastropoda) osztályába tartozó alrend. A tengeri pillangókat a hátulkopoltyúsok közé szokták beosztani. Szervezetük a nyílt vízi élethez alkalmazkodott. Úszóikkal mozognak. Gyenge érzékszervekkel rendelkeznek, szaglószervük (osphradium) és egyensúlyozószervük (statocysták) segíti csak őket. Valamennyien hímnősek, melyek úszó petecsomókat raknak le; egy csupasztestű alak elevenszülő. A rendbe mintegy 90 faj tartozik, amelyeket 28 nemzetségbe és 12 családba szoktak beosztani.